# Guillaume-Joseph Saige
Ne doit pas être confondu avec Joseph Saige ou François-Armand de Saige.
Guillaume-Joseph Saige, né à Bordeaux le 26 février 1746, mort dans la même ville le 31 octobre 1804, est un avocat bordelais, auteur, en 1775, du « Catéchisme du citoyen... », publié anonymement, ainsi que de divers essais politiques relatifs au contrat social et aux fondements du droit constitutionnel.

## Biographie
Issu d'un illustre famille de commerçants et d'armateurs bordelais, fils de François-Armand Saige (1713-1762), et de Élisabeth Mitchell (née en Irlande, sœur du fondateur de la verrerie de Bordeaux), il est cousin de François-Armand Saige et de Joseph Saige, avocat à Bazas et député du bailliage de Bazas à l'Assemblée nationale constituante.
Admis au barreau en 1768, à 23 ans, il devient l'un des trois cents avocats de Bordeaux qui exercent dans les années qui précèdent la Révolution. Moins fortuné que son cousin François-Armand, il demeure dans le quartier populaire de Saint-Seurin, rue de la Grande Taupe.

### Le musée de Bordeaux
En 1784, il fonde, avec d'autres avocats et l'abbé Dupont des Jumeaux, le premier « musée » de Bordeaux, dont il devient le secrétaire. Concurrent de l'Académie de Bordeaux, ancêtre de la Société Philomathique, société savante composée de 150 membres, le Musée a le soutien de l'intendant Nicolas Dupré de Saint-Maur. Ses membres versent une cotisation (48 livres) qui finance ses activités. Si la société est réservée aux hommes, ils peuvent  inviter des femmes. Sont organisés des expositions et des cours de formation. Saige rédige notamment le « Discours préliminaire » du « Recueil des ouvrages du Musée de Bordeaux, dédié à la Reine », publié en 1787. L'institution disparaît avec la dissolution de toutes les académies, par décret du 8 août 1793.
Saige se marie le 23 avril 1793, à 47 ans, avec Catherine de Miramont.
Il se consacre essentiellement à des activités de publiciste dans la période qui précède la Révolution française.

## Publications

### Autodafé

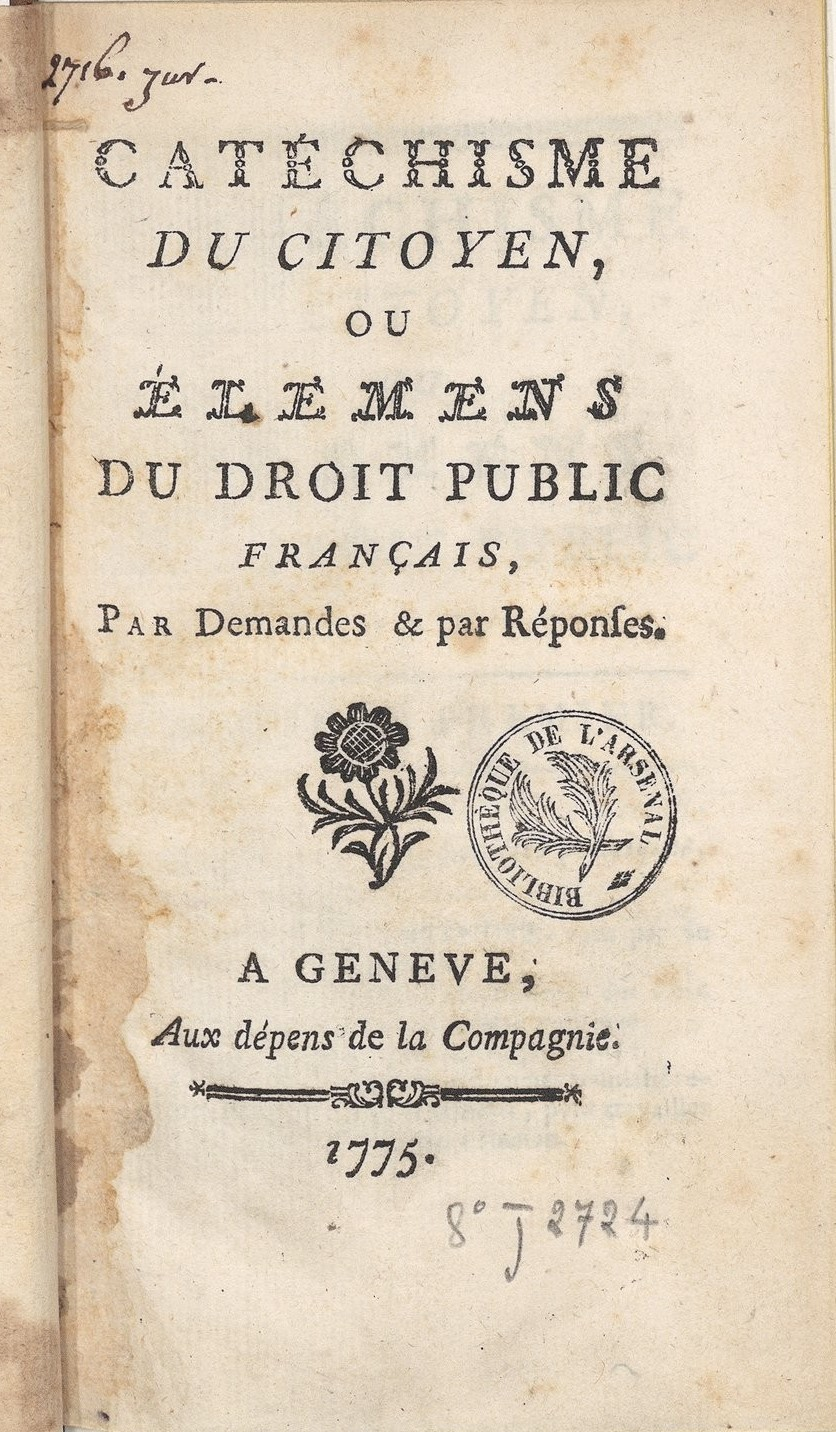
Première édition de 1775 (BNF).

La première édition du Catéchisme du citoyen, son ouvrage le plus connu, est condamnée à la destruction par le feu par arrêt du 28 juin 1775 du Parlement de Bordeaux, puis par un arrêt du 30 juin 1775 du Parlement de Paris qui qualifie le texte de « séditieux, attentatoire à la souveraineté du Roi et contraire aux lois fondamentales du Royaume ». 
Le livre est republié en 1787 à Genève, puis en 1788, au moins à quatre reprises, connaissant une large diffusion au moment de la réunion des États Généraux. Son contenu est augmenté de « Fragmens politiques » réunissant plusieurs textes d'actualité et portant la pagination de 113 à 300.   
En février 1789, Calonne cite le Catéchisme du Citoyen au premier rang parmi les « écrits incendiaires ».  
Le Manuel de l'homme libre (1787), le Code national et L'ami des trois ordres (1787), se réclament aussi, en page de garde, de l'auteur, toujours anonyme, du Catéchisme du citoyen.
Pour combattre ces thèses et défendre le pouvoir royal, un pamphlet anonyme, publié en riposte en 1789 sous le titre Nouveau catéchisme du citoyen déclare « Le gouvernement monarchique est le meilleur de tous ».

### Attribution
Si Guillaume-Joseph Saige publie sous anonymat, le dictionnaire des ouvrages anonymes et pseudonymes lui restitue la paternité de ses publications,.
Saige est aussi l'auteur d'une autre série de publications anonymes intitulées « Le moniteur 1788 ». Longtemps attribuée à d'illustres plumes (Brissot, Clavière), la brochure a été aussi attribuée à Condorcet par l'historien Philippe Sagnac en 1911. Publié en quatre livraisons d'un accès difficile, ces textes sont en réalité l’œuvre de Guillaume-Joseph Saige selon le professeur Clarke W. Garrett. Bernadau, chroniqueur bordelais de son temps, confirme explicitement cette attribution par un commentaire manuscrit qui accompagne la publication du premier numéro, en première et dernière page, indiquant l'existence de quatre livraisons. Il confirme cette attribution en première page du deuxième numéro.

## Idées
Saige s'inscrit dans le courant de contestation de la réforme judiciaire du chancelier Maupéou, au sein du parti « patriote » dont il est un des plus vifs pamphlétaires, sans toutefois soutenir les parlementaires exilés ni les partisans du parlementarisme à l'anglaise. Son affirmation de la souveraineté nationale annonce les débats de la Constituante en 1789.
Décrit par Camille Jullian comme « le plus hardi des commentateurs bordelais de Rousseau », Guillaume-Joseph Saige s'inspire largement, mais pas exclusivement, des idées du philosophe genevois et se réfère, comme beaucoup d'autres publicistes de son temps, à la théorie du contrat social évoquée en Angleterre par Locke et Sidney. 
Saige écrit, dans le Catéchisme du citoyen : « Chaque individu de l’espèce humaine étant, par le droit naturel, libre & indépendant […] toute société légitime est nécessairement assise sur la base d’un contrat […] dont l’objet a été de déterminer la cause & le but de l’association, et de conserver les droits imprescriptibles des individus qui s’unissent. »
Avant la brochure de l'abbé Sieyès, il privilégie le rôle du tiers-état, reléguant les autres ordres au statut d' « associations particulières ». Il estime que « quand une force oppressive a sapé tous les fondements de la constitution […] alors cesse toute autorité publique, et chacun devient son propre juge, légitime interprète et ministre des lois naturelles », adoptant, au nom du droit naturel, la théorie de la résistance à l'oppression. Pour l'historien Robert Darnton, « c'est avec ce texte que le rousseauisme radical fait son introduction dans le débat politique ».

## Postérité
Saige est recensé comme « avocat au Parlement » en 1795 par François de Lamontaigne dans son Dictionnaire biographique des écrivains bordelais.
Pierre Bernadau évoque ainsi l'avocat Saige : « publiciste... a laissé des ouvrages de morale et de droit public brillamment écrits, mais remplis d'utopies et d'idées exagérées ». Il le voit comme « un homme austère », « plein d'idées chimériques qui l'ont conduit à une misanthropie fatale pour sa propre paix et son bonheur ».
Le « Dictionnaire des ouvrages anonymes » de 1823 décrit ainsi son Manuel de l'homme libre : « Dans cet ouvrage, l'auteur conseille le partage général des terres entre les hommes actifs et les fainéans ».
Lors du discours de rentrée de la conférence des avocats de Bordeaux, en 1902, l'avocat Paul Péquignot décrit le « républicain Saige » comme « plus violent dans ses livres qu'éloquent dans ses paroles ».
À la fin du XIXe siècle, la Statistique générale... d'Édouard Feret l'évoque comme « un esprit hardi et paradoxal »  préconisant, dans son Manuel de l'homme libre, « une sorte de loi agraire ordonnant un partage général des terres ».

## Œuvres

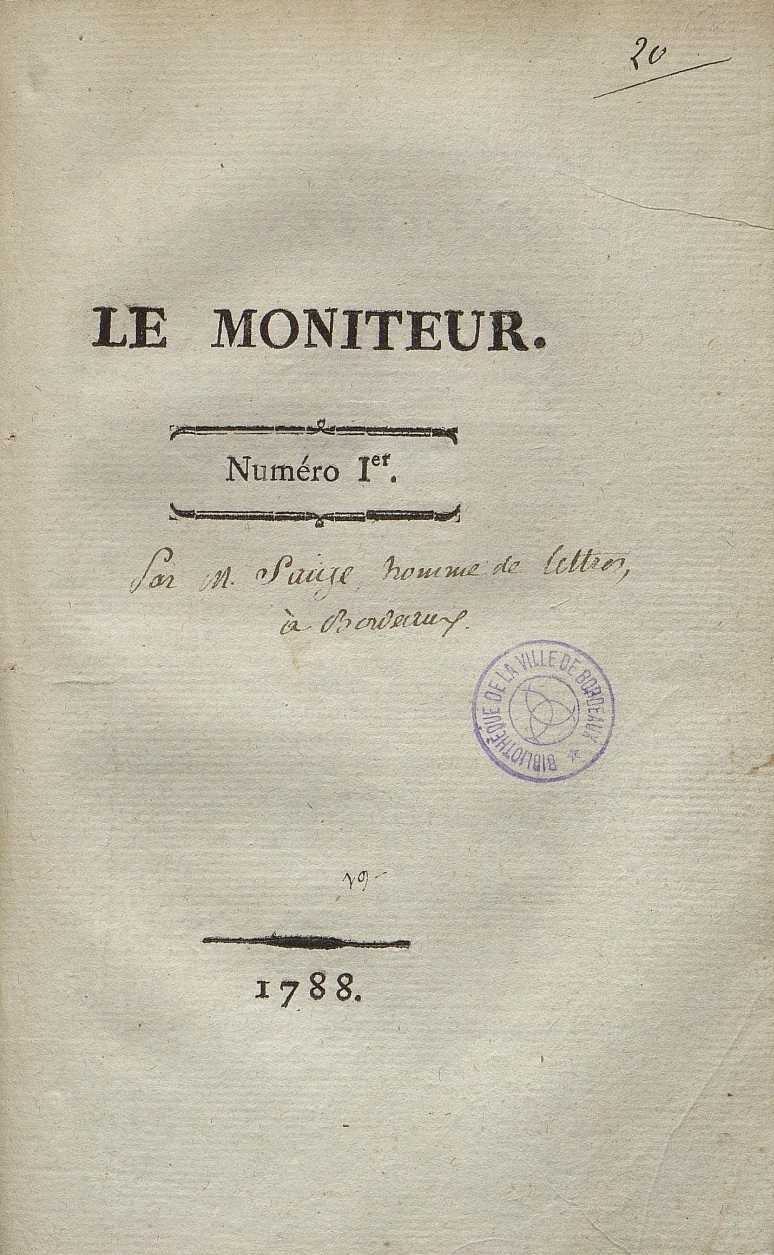
Exemplaire du Moniteur 1788 (n° 1) annoté par Pierre Bernadau.

- M. Saige, avocat au Parlement, Caton, ou Entretien sur la liberté et les vertus politiques, Utrecht, B. Wild, 1771, rééditions en 1781 et 1795, 110 p. (lire en ligne).
- Anonyme, Catéchisme du Citoyen ou élémens du droit public français, par demandes et par réponses, Genève, 1775, 110 p. (lire en ligne).
- Anonyme, Catéchisme du citoyen, ou Élémens du droit public français, par demandes & réponses Suivi de Fragmens politiques par le même auteur (2ème édition), Genève, 1787, 301 p. (lire en ligne) et lire en ligne sur Google livres.
- Mr Saige, « Discours préliminaire » au Recueil des ouvrages du musée de Bordeaux dédié à la Reine, Bordeaux, Racle, 1787, 442 p. (lire en ligne), p. 7 - 24.
- Mr Saige, « Le contemplateur nocturne » in  : Discours préliminaire au Recueil des ouvrages du musée de Bordeaux dédié à la Reine, Bordeaux, Racle, 1787, 442 p. (lire en ligne), p. 228 - 252.
- Manuel de l'homme libre, ou Exposition raisonnée des points fondamentaux du droit politique, Amsterdam - Paris, 1787, 236 p.[39].
- Code national ou Manuel françois à l'usage des trois ordres, et principalement des députés aux prochains Etats généraux, par l'auteur du "Catéchisme du citoyen" [Guillaume-Joseph Saige] et pour servir de suite à cet ouvrage, En France, 1789, 194 p. (lire en ligne)[40].
- L'ami des trois ordres ou Réflexions sur les dissentions actuelles, par l'auteur du Catéchisme du citoyen, 1789, 16 p. (lire en ligne)[41].
- Anonyme, Opuscules d'un solitaire, Bordeaux, Bergeret, libraire, 1803, 325 p. (lire en ligne).
- Le Moniteur de 1788  est conservé à la Bibliothèque nationale[42]. La publication comporte quatre numéros[43] (1 & 2 et les quatre n° en micropfilm à BNF Tolbiac ; 1 & 2 à l'Arsenal).  Les n° 1 et n° 2 sont en ligne sur la bibliothèque numérique de Bordeaux : Séléné. Le n° 4 est conservé à la bibliothèque Mériadeck de Bordeaux dans le « Recueil sur les États généraux »[44].

### Articles
- Ph. Sagnac, « Condorcet et son Moniteur de 1788 », Revue d'histoire moderne et contemporaine, vol. 15, no 3,‎ 1911, p. 348-351 (lire en ligne [PDF]).
- (en) Keith Michael Baker (en), « French Political Thought at the Accession of Louis XVI », The Journal of Modern History, vol. 50, no 2,‎ 1978, p. 279–303 (ISSN 0022-2801, lire en ligne, consulté le 8 mars 2024).
- Marina Valensise, « Le sacre du roi : stratégie symbolique et doctrine politique de la monarchie française », Annales, vol. 41, no 3,‎ 1986, p. 576 note : 32 (DOI 10.3406/ahess.1986.283295, lire en ligne, consulté le 2 août 2025)
- (en) Keith Michael Baker (en), Inventing the French Revolution. Essays on French *Culture in the Eighteenth-Century : II, 6 : A classical republican in eighteenth-century Bordeaux : Guillaume-Joseph Saige, Cambridge, CUP, 1990 (lire en ligne), p. 128 - 152.
- (en) Dale K. Van Kley, « New Wine in Old Wineskins: Continuity and Rupture in the Pamphlet Debate of the French Prerevolution, 1787-1789 », French Historical Studies, vol. 17, no 2,‎ 1991, p. 447-465 (lire en ligne )
- (en) Keith Michael Baker (en), « Transformations of Classical Republicanism in Eighteenth-Century France », The Journal of Modern History,‎ mars 2001, p. 40 (lire en ligne).
- (en) Clarke W. Garrett, « The Moniteur of 1788 », French Historical Studies, vol. 5, no 2,‎ 1968 (lire en ligne).  : document utilisé comme source pour la rédaction de cet article.
- Christopher Hamel, « L’esprit républicain anglais adapté à la France du XVIIIe siècle : un républicanisme classique ? », La Révolution française. Cahiers de l’Institut d’histoire de la Révolution française, no 5,‎ 31 décembre 2013, p. 31 et suiv. (lire en ligne).
- (en) Jeffrey Ryan Harris, « Encyclopédistes, Magistrates, and the Corporate General Will : The Argument for the Vote by Order in the Prerevolutionary Crisis », French Historical Studies, vol. 45, no 3,‎ août 2022, p. 451-480 (lire en ligne).
- Roberta K. Soromenho Nicolete, « « Le roi doit tout à la nation » L’autorité légitime et la souveraineté populaire dans le Catéchisme du Citoyen », Éthique, politique, religions, no 26 « La république des Modernes »,‎ 2025 – 1, p. 83 à 105 (lire en ligne )

### Ouvrages
- Camille Jullian, Histoire de Bordeaux depuis les origines jusqu’en 1895, Bordeaux, Feret et fils, 1er mai 1895, 803 p. (lire en ligne), p. 624-625.
- Ély Carcassonne, Montesquieu et le problème de la constitution française au XVIIIe siècle, 1927 (lire en ligne), p. 474 - 478.
- (en) Durand Echevarria, The Maupeou revolution : a study in the history of libertarianism, France, 1770-1774, Baton Rouge : Louisiana State University Press, 1985, 376 p. (ISBN 978-0-8071-1210-6, lire en ligne)
- Roger Barny, Le triomphe du droit naturel : la constitution de la doctrine révolutionnaire des droits de l'homme, Annales de l'Université de Franche -Comté, 1997, 244 p. (ISBN 978-2-251-60622-4, lire en ligne), p. 29 et suiv..
- Keith Michael Baker (en) (trad. Louis Evrard), Au tribunal de l'opinion : essais sur l'imaginaire politique au XVIIIe siècle. (Un républicain classique à Bordeaux), Payot, 1993, 319 p. (ISBN 9782228885720), p. 183-218.  : document utilisé comme source pour la rédaction de cet article.
- Jean-Charles Buttier, Les catéchismes politiques français (1789-1914), 2013, 475 p. (lire en ligne).
- Ahmed Slimani, « Chapitre I. La quête d’une représentation nationale moderne », dans La modernité du concept de nation au XVIIIe siècle (1715-1789) : Apports des thèses parlementaires et des idées politiques du temps, Presses universitaires d’Aix-Marseille, coll. « Histoire des idées politiques », 15 avril 2015 (ISBN 978-2-8218-5325-6, lire en ligne), p. 309–356.
- Roberta K.Soromenho Nicolete, De Reims à Varennes : Les langages de l’autorité politique dans la France révolutionnaire, École des Hautes Études en Sciences Sociales / Universidade de São Paulo, 217, 189 p. (lire en ligne), p. 96-115.
- Robert Darnton, L'humeur révolutionnaire. Paris, 1748-1789, Gallimard, 2024, 582 p. (ISBN 9782072990496), p. 194.